# 인터채널
인터채널(일본어: インターチャネル, 영어: Interchannel Inc.)은 일본의 엔터테인먼트 회사로, 주로 엔터테인먼트 콘텐츠 소프트웨어의 기획 및 판매를 영위하는 회사이다.